# František Serafín z Kuefsteinu

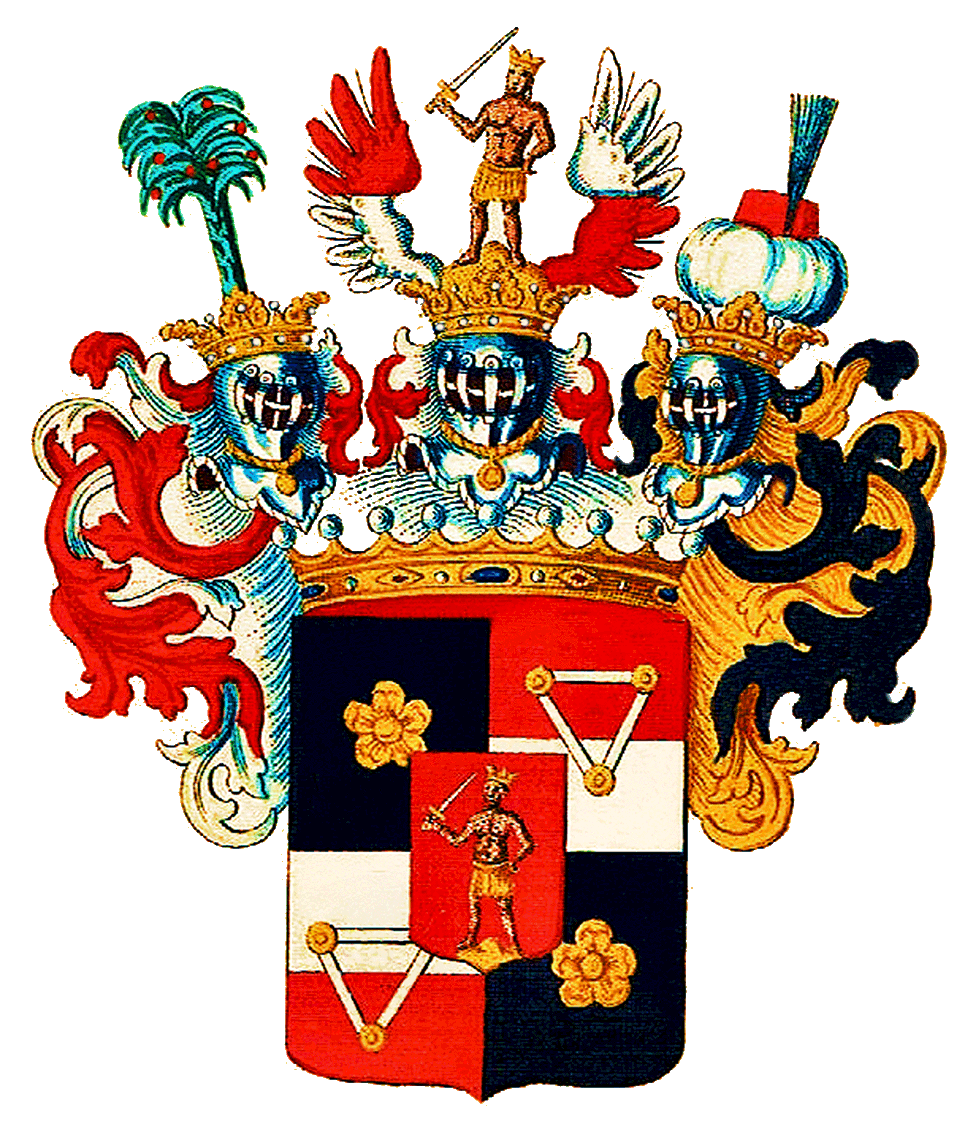
Erb hrabat Kuefsteinů od roku 1654

František Serafín hrabě z Kuefsteinu (německy Franz Seraph Johann Baptist Ferdinand Graf von Kuefstein, Freiherr von Greillenstein; 8. března 1794 Vídeň – 3. ledna 1871 Vídeň) byl rakouský šlechtic, politik, diplomat a dvořan ze starobylého šlechtického rodu Kuefsteinů. Od mládí dlouhodobě působil v diplomacii, nakonec byl vyslancem v Sasku (1843–1856). Poté zastával u dvora funkci nejvyššího maršálka (1856–1871), krátce před smrtí byl předsedou rakouské panské sněmovny (1870–1871).

## Životopis

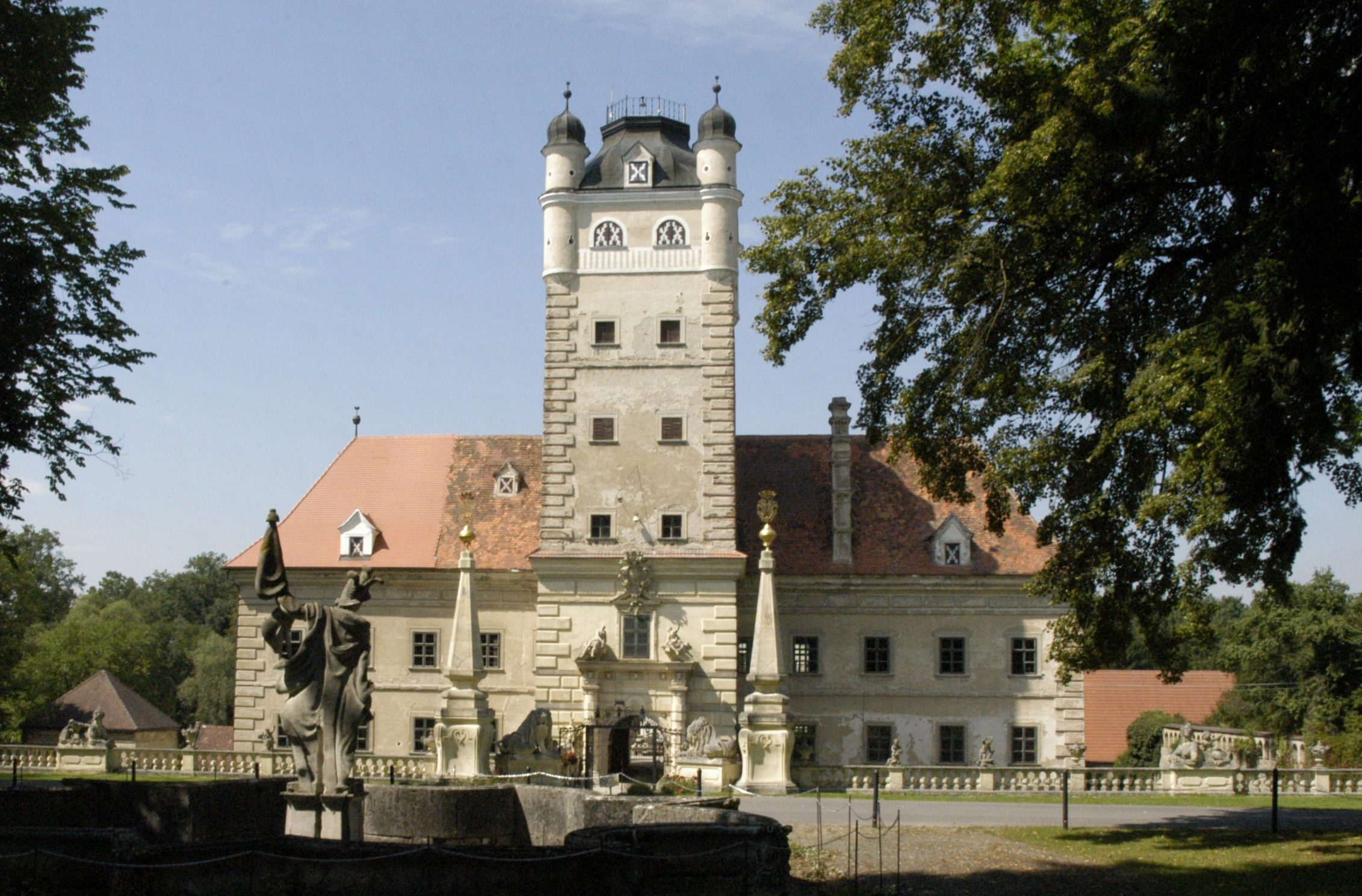
Zámek Greillenstein, hlavní rodové sídlo v Dolním Rakousku

Narodil se jako čtvrtý a nejmladší potomek hraběte Jana Ferdinanda z Kuefsteinu (1752–1818), vídeňského městského hejtmana a jeho manželky Marie Terezie Colloredové (1763–1800), po matce byl vnukem vlivného diplomata Františka Colloreda. Měl dva starší bratry, kteří zemřeli v dětství a sestru Marii Annu (1782–1824), která se provdala do rodu Küenburgů. 
František studoval práva a na konci napoleonských válek krátce sloužil v armádě. Vojsko opustil v hodnosti poručíka a od roku 1815 působil v diplomatických službách. Zastával nižší funkce na vyslanectvích v Madridu, Stockholmu a Stuttgartu. Později byl vyslancem v Hannoversku (1833–1839), Hesensku (1839–1843) a nakonec dlouholetým vyslancem v Sasku (1843–1856). 
Po návratu do Vídně byl jmenován nejvyšším maršálkem císařského dvora (1856–1871). V letech 1864–1865 dočasně vykonával také funkci císařského hofmistra namísto prince Karla Lichtenštejna, který několikrát požadoval o uvolnění z úřadu ze zdravotních důvodů. V roce 1861 byl Kuefstein jako majitel fideikomisu jmenován dědičným členem rakouské panské sněmovny a v letech 1870–1871 byl jejím předsedou. 

## Tituly a ocenění
Kuefsteinové patřili k tzv. mediatizované šlechtě a v roce 1829 jim byl přiznán nárok na oslovení Jeho Osvícenost (Seine Erlaucht) spojeným s privilegiem užívat knížecí plášť v erbu. V roce 1815 byl jmenován c. k. komořím a ve funkci vyslance v Sasku získal v roce 1844 titul c. k. tajného rady. Kromě toho byl držitelem dědičných úřadů nejvyššího komořího nad stříbry v Horních a Dolních Rakousích. Získal čestné občanství ve Vídni a Drážďanech a byl čestným členem několika institucí kulturního zaměření. Během své kariéry se stal nositelem několika vysokých vyznamenání v Rakousku i v zahraničí, nejvyššího ocenění dosáhl v roce 1862 jako rytíř Řádu zlatého rouna.

### Rakousko
- Řád zlatého rouna
- velkokříž Královského uherského řádu svatého Štěpána
- Řád železné koruny I. třídy
- komandérský kříž Leopoldova řádu

### Zahraničí
- velkokříž Řádu svatého Josefa (Toskánsko)
- velkokříž Řádu růže (Brazílie)
- velkokříž Řádu Spasitele (Řecko)
- velkokříž Řádu červené orlice (Prusko)
- Řád Medžidie I. třídy (Osmanská říše)
- velkokříž Civilního záslužného řádu (Sasko)
- velkokříž Řádu bílého sokola (Sasko-Výmarsko)
- velkokříž Vévodského sasko-ernestinského domácího řádu (Sasko-Altenbursko)
- velkokříž Řádu Guelfů (Hannoversko)
- velkokříž Řádu Jindřicha Lva (Brunšvicko)

## Majetek
Majetkem rodu bylo několik panství v Dolních Rakousích, hlavním rodovým sídlem byl zámek Greillenstein.

## Rodina
V roce 1830 se ve Vídni oženil s hraběnkou Guidobaldinou Paarovou (1807–1874), dcerou knížete Jana Karla Paara Guidobaldina byla později c. k. palácovou dámoua dámou Řádu hvězdového kříže. Měli spolu pět dětí, dvě nejstarší dcery však zemřely v dětství, pokračovateli rodu byli synové Karel Ferdinand (1838–1925) a  František Ferdinand (1841–1918).
- 1. Guidobaldina (1831–1835)
- 2. Viktorie (1836–1838)[15]
- 3. Karel Ferdinand (1838–1925), c. k. komoří, tajný rada, dědičný člen rakouské Panské sněmovny, Rakousko-uherský vyslanec ve Švýcarsku (1895–1902), nejvyšší komoří nad stříbry v Dolních a Horních Rakousích, ⚭ (1870) Marie Magda Emilie Krügerová (24. 8. 1842 Berlín – 23. 7. 1897 Hilterfingen, Bern)
- 4. Marie (1840–1914), jeptiška ve Vídni
- 5. František Serafín Ferdinand (1841–1918), c. k. komoří, doživotní člen rakouské Panské sněmovny ⚭ 1872 Maria della Pace Odescalchi (1851–1917)